# Pileolaria tiarata
Pileolaria tiarata är en ringmaskart som beskrevs av Knight-Jones 1978. Pileolaria tiarata ingår i släktet Pileolaria och familjen Serpulidae. Inga underarter finns listade i Catalogue of Life.